# Miomir Žužul
Miomir Žužul (Split, 19. lipnja 1955.), hrvatski političar, diplomat, bivši ministar vanjskih poslova.

## Obrazovanje
Sveučilište Harvard, John F. Kennedy School of Government, Conflict Management (1999.); doktorat iz psihologije na Sveučilištu u Zagrebu (1987.); magistrirao iz socijalne psihologije na Sveučilištu u Zagrebu (1983); diplomirao kliničku psihologiju, Filozofski fakultet Sveučilišta u Zagrebu (1978.) godine. Bio je zadnji sekretar Saveza komunista na odsjeku psihologije na zagrebačkom Filozofskom fakultetu.

## Politička karijera
Zastupnik je u Hrvatskom saboru od 22. prosinca 2003. godine (23. prosinca 2003. godine mu je započelo mirovanje zastupničkog mandata zbog nespojivosti zastupničke dužnosti s dužnošću ministra; 25. veljače 2005. je, prestankom mirovanja zastupničkog mandata, nastavio obnašati zastupničku dužnost); ministar vanjskih poslova Republike Hrvatske (od 23. prosinca 2003. do 17. veljače 2005); član savjetodavnog odbora, NATO Prague Summit (2002); veleposlanik RH u Sjedinjenim Američkim Državama,Washington D.C., SAD, i stalni promatrač RH pri Organizaciji Američkih Država, Washington D.C., SAD (od 1996. do 2000); posebni izaslanik predsjednika RH tijekom pregovora s Kontaktnom grupom i drugim predstavnicima međunarodne zajednice (od 1994. do 1999.); član pregovaračkog tima Republike Hrvatske pri Daytonskim mirovnim pregovorima, Dayton, Ohio, SAD (1995); veleposlanik RH pri Ujedinjenim narodima, Geneva; Švicarska (od 1993. do 1996.); predsjednik odbora za vanjsku politiku i međunarodne odnose Predsjedničkog vijeća RH (od 1995. do 1999.); savjetnik za nacionalnu sigurnost predsjednika RH (od 1992. do 1993.); zamjenik ministra vanjskih poslova RH (od 1992. do 1993).

## Profesionalna karijera
Predavao na velikom broju sveučilišta i instituta u Europi, Aziji i SAD-u; direktor za Europu, Livingston/Moffett, Konzultantska kuća, Washington D.C., SAD (od 2001. do 2003); gostujući profesor, Centar za međunarodna istraživanja, Woodrow, Wilson School of Public and International Affairs, Princeton University, SAD (od 2000. do 2001); šef katedre za dječju psihologiju, Filozofski fakultet Sveučilišta u Zagrebu (od 1990. do 2002.); član nadzornog odbora Plive (od 1996. do 1999); prodekan na Fakultetu znanosti i umjetnosti Sveučilišta u Zagrebu (od 1990. do 1992.); izvanredni profesor Filozofskog fakulteta Sveučilišta u Zagrebu (1990.); gost predavač na Odsjeku za psihologiju Sveučilišta u Pittsburghu, SAD (od 1988. do 1990); docent, zamjenik pročelnika odsjeka za psihologiju Sveučilišta u Zagrebu (od 1987. do 1990.); asistent na Odsjeku za psihologiju Sveučilišta u Zagrebu (od 1979. do 1987.); psiholog u srednjoj školi u Imotskom (od 1978. do 1979).
Bio je dragovoljac Domovinskog rata (brigadir Hrvatske vojske) od 1991. do 1992. godine.

## Nagrade i ordeni
Nagrada za međunarodnu službu, Dr. Martin Luther King Jr.; Nagrada za ljudska prava, Udruga Ujedinjenih naroda; Nagrada za izuzetna postignuća u međunarodnim odnosima, People to People International; Orden kneza Branimira

Vitez je Malteškog reda. 
Član je većeg broja stručnih udruga iz područja psihologije i međunarodnih odnosa.